# Institut des services communs
 (août 2015).
Si vous disposez d'ouvrages ou d'articles de référence ou si vous connaissez des sites web de qualité traitant du thème abordé ici, merci de compléter l'article en donnant les références utiles à sa vérifiabilité et en les liant à la section « Notes et références ».
L'Institut des services communs de la radiodiffusion-télévision belge (RTB ISC), (en néerlandais : Gemeenschappelijke Diensten (BRT IGD)) est un institut chargé des fonctions administratives et techniques communes à la Belgische Radio en Televisie, Nederlandstalige uitzendingen (BRT) et à la Radiodiffusion-Télévision belge, émissions françaises (RTB), fondé le 18 mai 1960. Il est dissout le 18 février 1977.

## Histoire
La loi organique des Instituts de la radiodiffusion-télévision belge du 18 mai 1960 met fin à l’existence de l’Institut national de radiodiffusion (INR/NIR) et crée trois instituts distincts indépendants dotés chacun de la personnalité juridique : la Radiodiffusion-Télévision belge, émissions françaises (RTB) chargée du service public de la radiodiffusion de langue française, la Belgische Radio en Televisie, Nederlandstalige uitzendingen (BRT) chargée du service public de la radiodiffusion de langue néerlandaise et l’Institut des services communs (RTB ISC/BRT IGD) chargé des fonctions administratives et techniques communes aux deux autres instituts. Par de telles dispositions, le législateur souhaite garantir l’autonomie culturelle de la BRT et de la RTB, l’indépendance des instituts vis-à-vis du Gouvernement et la liberté d’information. 
La loi du 21 juillet 1971 accorde aux Conseils culturels le pouvoir de régler les matières relatives à la radiodiffusion et à la télévision à l’exception de l’émission des communications du gouvernement et de la publicité commerciale qui demeurent du ressort du pouvoir fédéral. La BRT et la RTB relèvent alors des compétences de leurs Communautés culturelles respectives qui fixent leur dotation et peuvent envisager de modifier leurs règles d’organisation et de fonctionnement. La communautarisation des matières culturelles accentuent encore l’autonomie des Instituts d’émissions françaises et néerlandaises. De 1971 à 1976 est entreprise une séparation du personnel et des services communs de la BRT et de la RTB qui se scindent en deux ailes linguistiques, aboutissant à la dissolution de l’Institut des services communs par la loi du 18 février 1977 qui prévoit le transfert de ses activités et personnels aux deux instituts restants. Cette même loi marque la création d’un établissement de radiotélévision de langue allemande : la BRF (Belgischen Rundfunk –und Fernsehzentrum für deutschsprachige Sendungen). La RTB et la BRT deviennent alors deux instituts totalement séparés relevant chacun de leur Conseil culturel respectif. 

## Organisation
La loi organique des Instituts de la radiodiffusion-télévision belge de 1960 range les trois instituts créés dans la catégorie B des organismes d’intérêt public régis par la loi du 16 mars 1954. Elle leur impose l’objectivité, interdit la censure préalable du gouvernement ainsi que l’émission de publicité commerciale (art. 28 § 1er et § 3).

### Conseil d'administration
Comme chacun des instituts créés par la loi de 1960, l'Institut des services communs dispose de son propre conseil d'administration qui compte huit membres nommés alternativement par la Chambre et par le Sénat sur une liste de candidats désignés par diverses institutions scientifiques et culturelles et par les conseils provinciaux, ainsi que deux membres cooptés au sein de ce conseil. Trois membres forment le comité permanent chargé de l’instruction préalable des affaires. 
Le conseil d'administration n'est plus présidé par un membre du gouvernement mais par un administrateur choisi au sein du conseil. Le pouvoir y est représenté par un délégué du ministre de tutelle, dont la tâche principale est de veiller au respect de la loi. 

### Budget et ressources
Pour assurer son fonctionnement, l'Institut des services communs dispose de son propre budget alloué par l’État qui est constituée pour 90 % du produit des redevances annuelles. La publicité commerciale est interdite. 

### Missions
L'Institut des services communs gère les services administratifs et techniques communs à la Belgische Radio en Televisie, Nederlandstalige uitzendingen et à la Radiodiffusion-Télévision belge, émissions françaises, ainsi que les émissions assurées conjointement par la RTB et la BRT comme les émissions en langue allemande ou les émissions internationales. Il détermine de manière autonome le programme de ses émissions, leurs modalités d'exécution, dispose de son propre budget et gère lui-même ses différents services en fonction des objectifs qui lui sont explicitement assignés. La loi organique des Instituts de la radiodiffusion-télévision belge de 1960 précise, en outre, que les émissions d'information sont réalisées "sans aucune censure préalable du gouvernement".

### Sièges
Les locaux de l'Institut des services communs sont originellement situés place Flagey à Ixelles. Jugés exigus à la suite du développement de la radio-télévision de service public, le besoin de construire un outil plus adapté à la télévision se fait sentir. Le 14 octobre 1964 est posée la première pierre de la Cité de la Radio-Télévision au boulevard Reyers 52 à Schaerbeek, vaste ensemble d’immeubles construits spécialement à cet effet pour accueillir les services de radio et de télévision francophones et néerlandophones. Les services de la télévision y déménagent en 1967, alors que ceux de la radiodiffusion restent à la Maison de la Radio, place Flagey.   

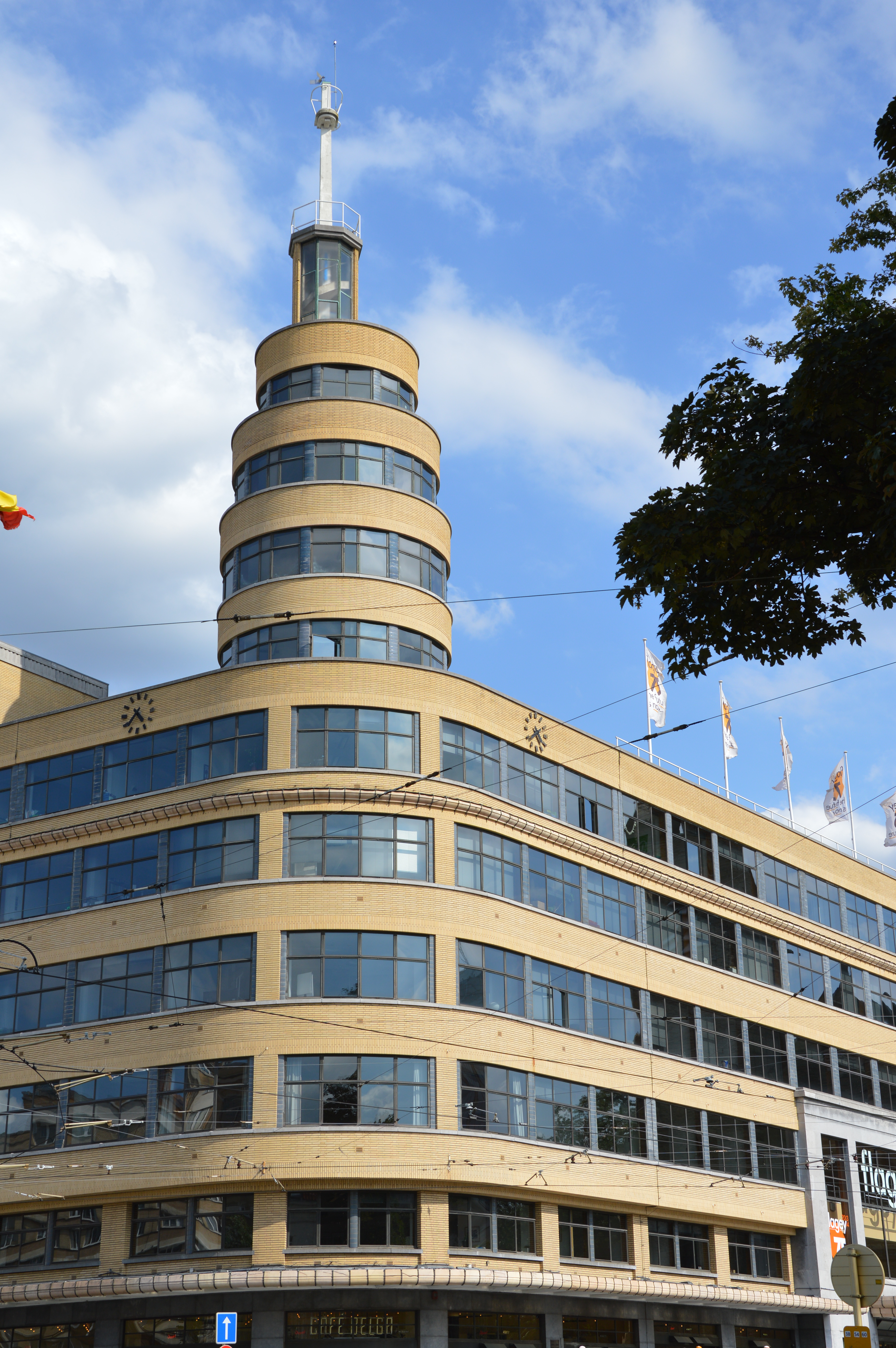
Premier siège de l'ISC, place Flagey.
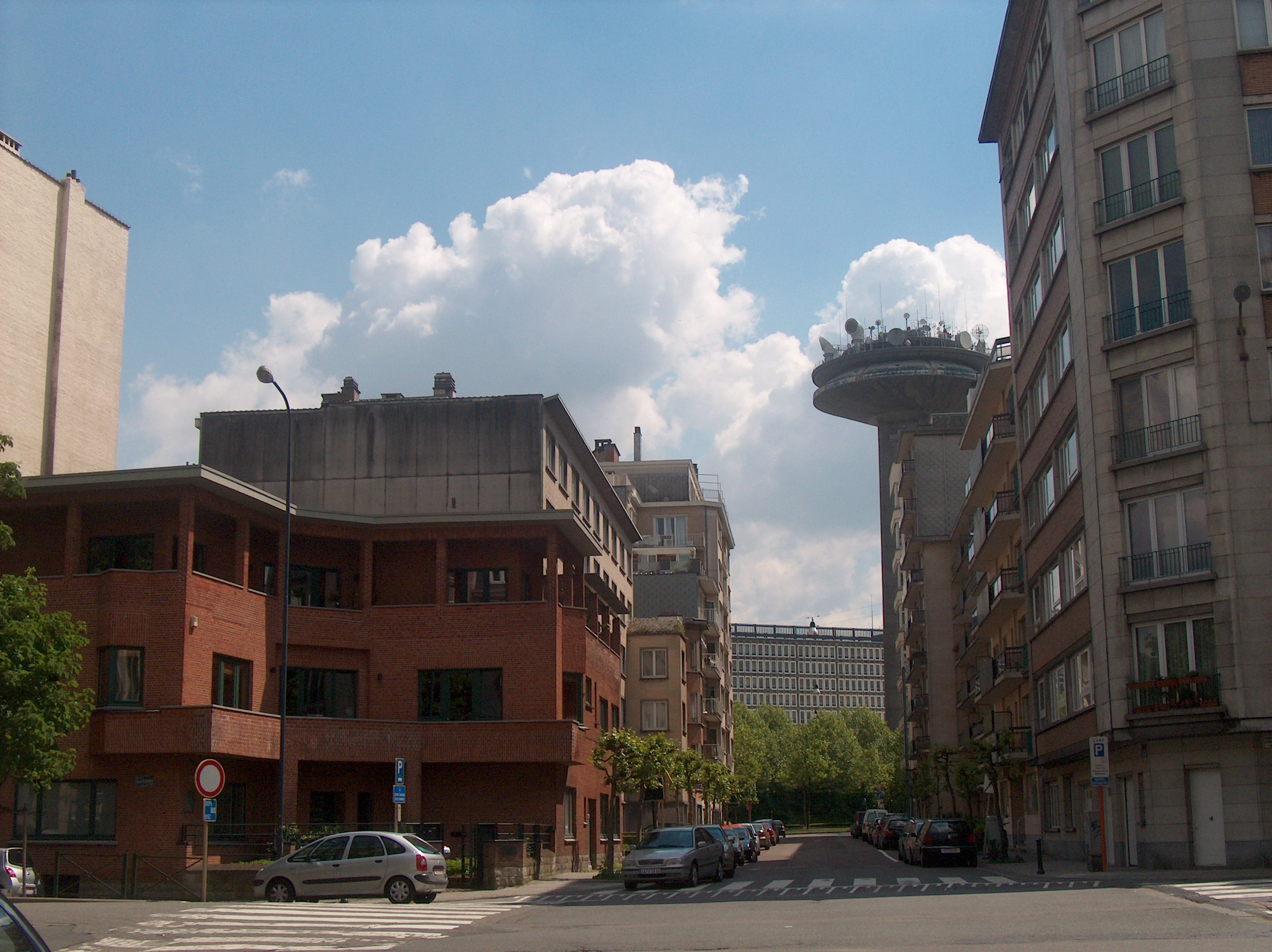
Cité de la Radio-Télévision avec la tour Reyers

## Antennes de diffusion
L'Institut des services communs concevait et diffusait une chaîne de radio pour la communauté germanophone, ainsi que les programmes télévisés diffusés sur RTB1. Il était aussi chargé des émissions internationales.
- Belgische Hör- und Fernsehfunk : programme généraliste en langue allemande
- ORU - De Vriendschapsbode : service de radiodiffusion international en néerlandais